# Elisabeta Ludovica de Bavaria
Elisabeth Ludovika de Bavaria (13 noiembrie 1801 – 14 decembrie 1873) a fost prințesă de Bavaria și, mai târziu, prin căsătorie, regină a Prusiei.

## Familie
Elisabeta s-a născut la München, ca fiica regelui Maximilian I Joseph de Bavaria și a reginei Carolina de Baden. A fost sora geamănă a Reginei Amalie a Saxoniei (soția regelui Ioan I al Saxoniei), sora Arhiducesei Sofia a Austriei (mama împăratului Franz Joseph al Austriei și a împăratului Maximilian I al Mexicului) și sora Ducesei de Bavaria, Ludovika (mama împărătesei Sisi). În familie i se spunea Elise. 

## Căsătorie
La 29 noiembrie 1823 s-a căsătorit cu viitorul rege Frederic Wilhelm al IV-lea al Prusiei. În 1830 s-a convertit la protestantism. A devenit regină a Prusiei în 1840 și a influențat politica Prusiei fiind activă în conservarea prieteniei dintre Prusia și Imperiul Austriac.
Soțului său i-a fost soție exemplară; în timpul lungii sale boli l-a îngrijit cu dedicație. Inițial a fost ostilă soției nepotului ei, Prințesa Victoria a Regatului Unit, apoi relația dintre cele două femei s-a dezghețat când Vicky a avut grijă de Elisabeta și a alinat-o în dureroasele primele zile ale văduviei. Elisabeta nu a uitat-o niciodată pe Vicky și a întrerupt tradiția lăsându-i ei bijuteriile. Aceste bijuterii erau menite să fie ale reginei Prusiei și regina de atunci a Prusiei, Augusta de Saxa-Weimar-Eisenach nu a iertat-o pe Vicky pentru acest lucru. După decesul ei la 2 ianuarie 1861, Elisabeta a trăit retrasă la Sanssouci, Charlottenburg și s-a dedicat muncii de caritate în memoria soțului ei.
În timpul vizitei surorii sale gemene, regina Amelia a Saxoniei, Elisabeta a murit în 1873 la Dresda. A fost înmormântată lângă soțul ei la 21 decembrie la Friedenskirche în Potsdam.